# Grand Prix automobile de Monaco 1950
GP précédent GP suivant
Le Grand Prix automobile de Monaco 1950 (XIe Grand Prix automobile de Monaco), disputé le 21 mai 1950 sur le circuit de Monaco, est la deuxième épreuve du championnat 1950. Il s'agit de la première édition du Grand Prix de Monaco comptant pour le championnat du monde de Formule 1.

## Contexte avant le Grand Prix

### Le championnat du monde
Deuxième manche du championnat du monde, Monaco se dispute seulement huit jours après la course inaugurale de Silverstone dominée par les Alfa Romeo. Avec neuf points, Giuseppe Farina est en tête du classement provisoire devant Luigi Fagioli (six points). Moins chanceux en Grande Bretagne (abandon en fin de course), leur coéquipier Juan Manuel Fangio se présente ici avec un score vierge.

### Le circuit
Utilisé depuis 1929, ce circuit est tracé dans les rues de Monte-Carlo. Il se révèle très sinueux, difficile et "piégeux", bordé de trottoirs ou de murs sur toute sa longueur. Il se caractérise également par un passage sous tunnel, avant de longer le port. Inchangé depuis la guerre, il développe 3,18 km. Le record du tour en course est toujours la propriété de Rudolf Caracciola et de sa Mercedes (1 min 46 s 5 soit 107,493 km/h de moyenne lors de l'édition de 1937).

## Monoplaces en lice
- Alfa Romeo 158 "Usine"

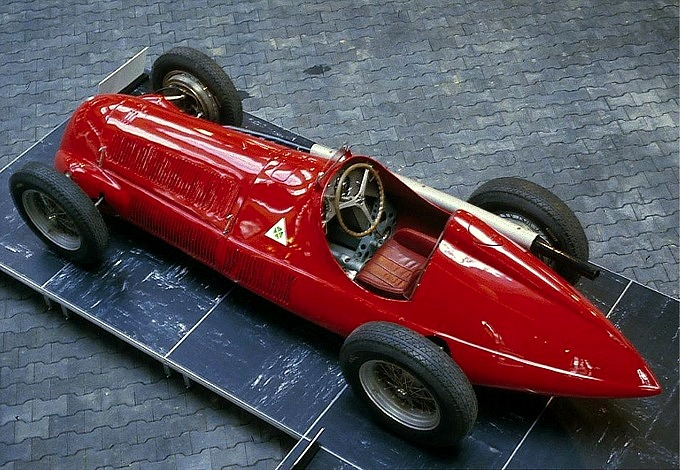
L'Alfa Romeo Alfetta, ici dans sa dernière évolution (159), grande favorite de l'épreuve.

Trois "Alfetta" identiques à celles de Silverstone (350 chevaux pour 700 kg à vide) sont engagées pour les trois pilotes officiels (Farina, Fagioli et Fangio). Ce sont les favorites, bien que ce circuit très sinueux les avantage moins que les tracés rapides. Le très gourmand "8 cylindres" suralimenté les obligera à ravitailler une fois en course.
- Ferrari 125 F1 "Usine"

Les Ferrari font ici leur début en championnat. La nouvelle F1 à moteur atmosphérique n'est pas encore prête, l'usine engage deux 125 F1 à moteur V12 suralimenté (environ 315 chevaux) pour Villoresi et Ascari. Un peu moins puissantes que les Alfa, elles ont néanmoins leur chance sur ce tracé particulier. Les voitures officielles seront appuyées par les deux 125 privées de Whitehead et Sommer.
- Maserati 4CLT "Usine"

L'usine engage deux 4CLT/48 (environ 260 chevaux), une pour le pilote local Louis Chiron, la deuxième pour l'Italien Franco Rol. De conception dépassée, elles ne peuvent rivaliser en vitesse pure avec les Alfa Romeo et Ferrari. Avec le renfort des écuries privées, elles ont toutefois l’avantage du nombre, on compte au total sept Maserati inscrites (six seulement seront présentes aux essais, la Scuderia Milano ayant déclaré forfait).
- Simca-Gordini T15 "Usine"

Amédée Gordini a amené trois monoplaces pour Robert Manzon, Maurice Trintignant et André Simon. Toutefois, ce dernier n'est pas inscrit, et malgré l'insistance du "sorcier", désireux de toucher une prime de départ supplémentaire, il ne pourra participer. L'équipe débute en championnat mondial avec deux T15 à simple compresseur (environ 130 chevaux). Malgré leur faible puissance, elles peuvent espérer une place d'honneur sur ce circuit, car très légères (à peine plus de 500 kg) et relativement sobres.
- Talbot-Lago T26C

Une nouvelle fois, les Talbot sont les seules monoplaces à moteur atmosphérique. L'usine a engagé une seule voiture pour Yves Giraud-Cabantous, finalement forfait. La marque est tout de même présente avec Louis Rosier (version à double allumage de 275 chevaux), Philippe Étancelin et Johnny Claes (versions à simple allumage d'environ 240 chevaux). Également inscrites, les T26C privées de Charles Pozzi et Pierre Levegh ne participeront pas.
- ERA Type B

Bob Gerard et Cuth Harrison ont engagé leurs antiques ERA, très fiables, qui avaient terminé sixième et septième le week-end précédent à Silverstone.
- Cooper T12

Harry Schell a équipé sa Cooper de Formule 3 d'un bi-cylindre 1100 cm3. Second de la course de F3 sur cette même voiture (avec un moteur 500 cm3), il ne peut espérer un résultat tangible pour le Grand Prix. C'est cependant la première apparition en championnat du monde d’une monoplace à moteur central arrière.

## Coureurs inscrits
| no | Pilote                  | Écurie                        | Constructeur  | Modèle                  | N° châssis    | Moteur         | Pneumatiques |
| -- | ----------------------- | ----------------------------- | ------------- | ----------------------- | ------------- | -------------- | ------------ |
| 2  | José Froilán González   | Scuderia Achille Varzi        | Maserati      | Maserati 4CLT/48        | 1600          | Maserati L4s   | P            |
| 4  | Alfredo Piàn            | Scuderia Achille Varzi        | Maserati      | Maserati 4CLT/48        | 1599          | Maserati L4s   | P            |
| 6  | Johnny Claes            | Écurie Belge                  | Talbot-Lago   | Talbot-Lago T26C        | 110 011       | Talbot L6      | D            |
| 8  | Harry Schell            | Horschell Racing Corporation  | Cooper        | Cooper T12              | MkIV          | JAP V2         | D            |
| 10 | Robert Manzon           | Équipe Gordini                | Simca-Gordini | Simca Gordini T15       | 14-GC         | Gordini L4s    | E            |
| 12 | Maurice Trintignant     | Équipe Gordini                | Simca-Gordini | Simca Gordini T15       | 12-GC         | Gordini L4s    | E            |
| 14 | Philippe Étancelin      | Privé                         | Talbot-Lago   | Talbot-Lago T26C        | 110 008       | Talbot L6      | D            |
| 16 | Louis Rosier            | Écurie Rosier                 | Talbot-Lago   | Talbot-Lago T26C        | 110 001       | Talbot L6      | D            |
| 18 | Charles Pozzi           | Écurie Rosier                 | Talbot-Lago   | Talbot-Lago T26C        | 110 006       | Talbot L6      | D            |
| 20 | Yves Giraud Cabantous   | Automobiles Talbot-Darracq SA | Talbot-Lago   | Talbot-Lago T26C        | 110 052       | Talbot L6      | D            |
| 22 | Pierre Levegh           | Privé                         | Talbot-Lago   | Talbot-Lago T26C        | 110 005       | Talbot L6      | D            |
| 24 | Cuth Harrison           | Privé                         | ERA           | ERA C                   | R8C           | ERA L6s        | D            |
| 26 | Bob Gerard              | Privé                         | ERA           | ERA A                   | R4A           | ERA L6s        | D            |
| 28 | Peter Whitehead         | Privé                         | Ferrari       | Ferrari 125             | 10C           | Ferrari V12s   | D            |
| 32 | Giuseppe Farina         | Alfa Romeo SpA                | Alfa Romeo    | Alfa Romeo 158          | 109           | Alfa Romeo L8s | P            |
| 34 | Juan Manuel Fangio      | Alfa Romeo SpA                | Alfa Romeo    | Alfa Romeo 158          | 111           | Alfa Romeo L8s | P            |
| 36 | Luigi Fagioli           | Alfa Romeo SpA                | Alfa Romeo    | Alfa Romeo 158          | 110           | Alfa Romeo L8s | P            |
| 38 | Luigi Villoresi         | Scuderia Ferrari              | Ferrari       | Ferrari 125             | 125C-02 (16C) | Ferrari V12s   | P            |
| 40 | Alberto Ascari          | Scuderia Ferrari              | Ferrari       | Ferrari 125             | 125C-01 (14C) | Ferrari V12s   | P            |
| 42 | Raymond Sommer          | Scuderia Ferrari              | Ferrari       | Ferrari 125             | 08C           | Ferrari V12s   | P            |
| 44 | Franco Rol              | Officine Alfieri Maserati     | Maserati      | Maserati 4CLT/48        | 1604          | Maserati L4s   | P            |
| 46 | Clemente Biondetti      | Scuderia Milano               | Maserati      | Maserati Milano 4CLT/50 | 1603          | Maserati L4s   | P            |
| 48 | Louis Chiron            | Officine Alfieri Maserati     | Maserati      | Maserati 4CLT/48        | 1606          | Maserati L4s   | P            |
| 50 | Prince Bira             | Enrico Platé                  | Maserati      | Maserati 4CLT/48        | 1607          | Maserati l4s   | P            |
| 52 | Emmanuel de Graffenried | Enrico Platé                  | Maserati      | Maserati 4CLT/48        | 1601          | Maserati L4s   | P            |

## Qualifications
Les qualifications débutent le jeudi 18 mai. La particularité est que la grille de départ sera formée à l'américaine : les positions des deux premières lignes seront déterminées lors de la première séance.
En l'absence des Ferrari d'usine, la première journée d'essais tourne à l'avantage des Alfa Romeo, Juan Manuel Fangio dominant outrageusement cette session : avec un meilleur tour en 1 min 50 s 2, il bat son coéquipier Giuseppe Farina de plus de deux secondes et demie et s'assure la pole position. La première ligne est complétée par la Maserati de José Froilán González, auteur d'un tour en 1 min 53 s 7, devant Philippe Étancelin sur Talbot et Luigi Fagioli sur la troisième Alfetta.
La seconde session est moins disputée, les cinq premières positions au départ étant figées. L'intérêt est assuré par l'arrivée des Ferrari d'usine, pilotées par Luigi Villoresi et Alberto Ascari, qui s'assurent une place en troisième ligne. Les Simca-Gordini de Robert Manzon et Maurice Trintignant, également absentes la première journée, se qualifient honorablement en milieu de grille. Fagioli améliore nettement son temps du jeudi, avec 1 min 51 s 7 il réalise le deuxième temps absolu, pour l'honneur uniquement. À la fin de la séance, Alfredo Piàn heurte les bottes de paille devant l'Hôtel de Paris; éjecté de sa Maserati, il est relevé avec une jambe cassée.

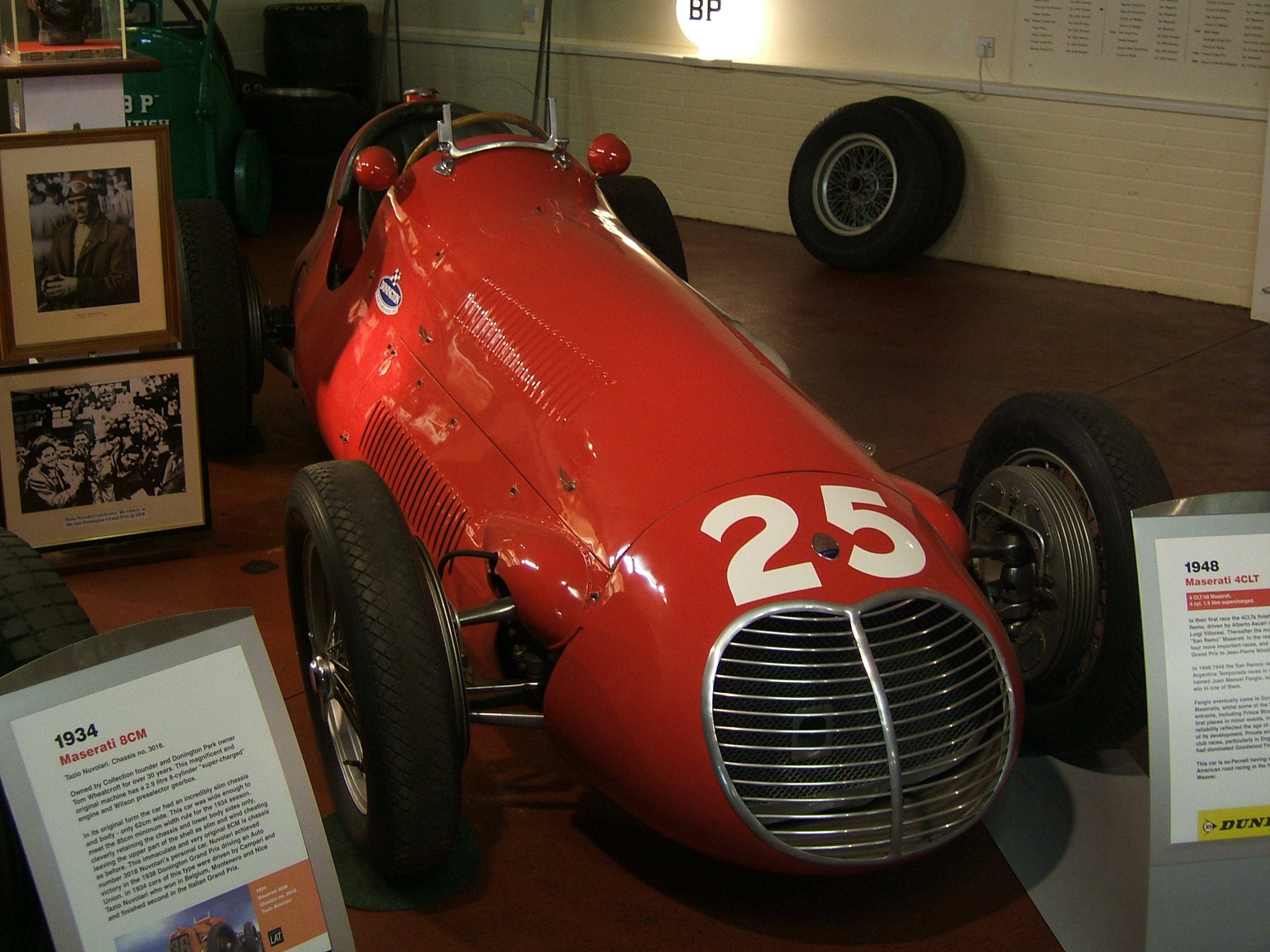
Le pilote monégasque Louis Chiron partira huitième sur une Maserati 4 CLT/48.

| Pos. | no | Pilote                | Écurie        | Temps        | Écart    | Note                                          |
| ---- | -- | --------------------- | ------------- | ------------ | -------- | --------------------------------------------- |
| 1    | 34 | Juan Manuel Fangio    | Alfa Romeo    | 1 min 50 s 2 | -        | temps réalisé lors de la 1e session           |
| 2    | 32 | Giuseppe Farina       | Alfa Romeo    | 1 min 52 s 8 | + 2 s 6  | temps réalisé lors de la 1e session           |
| 3    | 2  | José Froilán González | Maserati      | 1 min 53 s 7 | + 3 s 5  | temps réalisé lors de la 1e session           |
| 4    | 14 | Philippe Étancelin    | Talbot-Lago   | 1 min 54 s 1 | + 3 s 9  | temps réalisé lors de la 1e session           |
| 5    | 36 | Luigi Fagioli         | Alfa Romeo    | 1 min 54 s 2 | + 4 s 0  | temps de 1 min 51 s 7 non retenu (2e session) |
| 6    | 38 | Luigi Villoresi       | Ferrari       | 1 min 52 s 3 | + 2 s 1  | temps réalisé lors de la 2e session           |
| 7    | 40 | Alberto Ascari        | Ferrari       | 1 min 53 s 8 | + 3 s 6  | temps réalisé lors de la 2e session           |
| 8    | 48 | Louis Chiron          | Maserati      | 1 min 56 s 3 | + 6 s 1  |                                               |
| 9    | 42 | Raymond Sommer        | Ferrari       | 1 min 56 s 6 | + 6 s 4  |                                               |
| 10   | 16 | Louis Rosier          | Talbot-Lago   | 1 min 57 s 7 | + 7 s 5  |                                               |
| 11   | 10 | Robert Manzon         | Simca-Gordini | 2 min 00 s 4 | + 10 s 2 | temps réalisé lors de la 2e session           |
| 12   | 52 | Toulo de Graffenried  | Maserati      | 2 min 00 s 7 | + 10 s 5 |                                               |
| 13   | 12 | Maurice Trintignant   | Simca-Gordini | 2 min 01 s 4 | + 11 s 2 | temps réalisé lors de la 2e session           |
| 14   | 24 | Cuth Harrison         | ERA           | 2 min 01 s 6 | + 11 s 4 |                                               |
| 15   | 50 | Prince Bira           | Maserati      | 2 min 02 s 2 | + 12 s 0 |                                               |
| 16   | 26 | Bob Gerard            | ERA           | 2 min 03 s 4 | + 13 s 2 |                                               |
| 17   | 44 | Franco Rol            | Maserati      | 2 min 04 s 5 | + 14 s 3 |                                               |
| 18   | 4  | Alfredo Piàn          | Maserati      | ?            | -        | accident aux essais                           |
| 19   | 6  | Johnny Claes          | Talbot-Lago   | 2 min 12 s 0 | + 21 s 8 |                                               |
| 20   | 8  | Harry Schell          | Cooper-JAP    | pas de temps | -        |                                               |
| Np.  | 28 | Peter Whitehead       | Ferrari       | 2 min 05 s 4 | + 15 s 2 | moteur cassé                                  |

## Grille de départ du Grand Prix
| 1re ligne | Pos. 3                                 |                                 | Pos. 2                               |                                    | Pos. 1                            |
|           | González Maserati 1 min 53 s 7         |                                 | Farina Alfa Romeo 1 min 52 s 8       |                                    | Fangio Alfa Romeo 1 min 50 s 2    |
| 2e ligne  |                                        | Pos. 5                          |                                      | Pos. 4                             |                                   |
|           |                                        | Fagioli Alfa Romeo 1 min 54 s 2 |                                      | Étancelin Talbot-Lago 1 min 54 s 1 |                                   |
| 3e ligne  | Pos. 8                                 |                                 | Pos. 7                               |                                    | Pos. 6                            |
|           | Chiron Maserati 1 min 56 s 3           |                                 | Ascari Ferrari 1 min 53 s 8          |                                    | Villoresi Ferrari 1 min 52 s 3    |
| 4e ligne  |                                        | Pos. 10                         |                                      | Pos. 9                             |                                   |
|           |                                        | Rosier Talbot-Lago 1 min 57 s 7 |                                      | Sommer Ferrari 1 min 56 s 6        |                                   |
| 5e ligne  | Pos. 13                                |                                 | Pos. 12                              |                                    | Pos. 11                           |
|           | Trintignant Simca-Gordini 2 min 01 s 4 |                                 | De Graffenried Maserati 2 min 00 s 7 |                                    | Manzon Simca-Gordini 2 min 00 s 4 |
| 6e ligne  |                                        | Pos. 15                         |                                      | Pos. 14                            |                                   |
|           |                                        | Bira Maserati 2 min 02 s 2      |                                      | Harrison ERA 2 min 01 s 6          |                                   |
| 7e ligne  | Pos. 18                                |                                 | Pos. 17                              |                                    | Pos. 16                           |
|           | Emplacement vide                       |                                 | Rol Maserati 2 min 04 s 5            |                                    | Gerard ERA 2 min 03 s 4           |
| 8e ligne  |                                        | Pos. 20                         |                                      | Pos. 19                            |                                   |
|           |                                        | Schell Cooper-JAP -             |                                      | Claes Talbot-Lago 2 min 12 s 0     |                                   |

- Une place en septième ligne est restée vacante à la suite du forfait de Piàn, qualifié dix-huitième sur sa Maserati, victime d'un accident lors de la seconde journée d'essais.

## Déroulement de la course
Sur la durée de l'épreuve, les Alfa Romeo, les Ferrari et les Maserati devront ravitailler une fois. Le départ est donné à 14 h 30, par un temps ensoleillé mais relativement frais et avec un vent assez fort.
Juan Manuel Fangio prend rapidement la tête devant Luigi Villoresi, José Froilán González et Giuseppe Farina. Ce dernier prend la troisième place à l'entrée du tunnel et, pressé de rattraper les deux hommes de tête, aborde rapidement le virage du Bureau de Tabac. À cet endroit du port, le vent a projeté de l'écume sur la route. Si Fangio et Villoresi passent sans encombre, Farina, surpris, dérape, tape le mur et s'immobilise en obstruant une partie de la piste. González ne peut l'éviter mais continue tout de même malgré un réservoir fuyant. Arrive Luigi Fagioli qui parvient à s'arrêter mais, derrière, le reste du peloton s'encastre dans les deux Alfa qui bloquent le passage. Si quelques pilotes parviennent à s'extirper du chaos, neuf voitures sont éliminées avant même la fin du premier tour, dont Fagioli parvenu à regagner son stand mais avec une direction irréparable. Seul Franco Rol est blessé, bras cassé.
En tête, ignorant tout de l'incident, Fangio et Villoresi sont séparés de quelques secondes. Lorsqu'ils abordent le Bureau de Tabac pour la seconde fois, la piste n'est pas encore totalement dégagée et des centaines de litres de carburant s'y sont répandus. Fangio fait alors preuve d'une extraordinaire science de la course : étonné que les visages des spectateurs ne soient pas tournés vers les voitures de tête, il ralentit suffisamment pour éviter le drame et se fraye lentement un passage. Villoresi est moins heureux, contraint de s'arrêter il cale son moteur, perdant plus d'une minute et repart à l'arrière du peloton qui, alerté par les commissaires, est passé tant bien que mal. Gonzalez, quant à lui, a abandonné au tout début du deuxième tour, sa Maserati ayant pris feu peu après la collision avec l'Alfa de Farina.
Décapitée après seulement deux tours, la course n'est plus qu'une formalité pour Fangio qui, sur l'Alfa rescapée, remporte une écrasante victoire, avec un tour d'avance sur la Ferrari d'Ascari. Villoresi, après une très belle remontée l'ayant amené de la dernière à la seconde place, n'est pas récompensé de ses efforts car la transmission de sa Ferrari casse peu après la mi-course. Sur sa Maserati d'usine, le pilote local Louis Chiron termine troisième, à deux tours du vainqueur.

### Classements intermédiaires
Classements intermédiaires des monoplaces aux premier, deuxième, dixième, vingtième-cinquième et cinquantième tours.

### Classement de la course

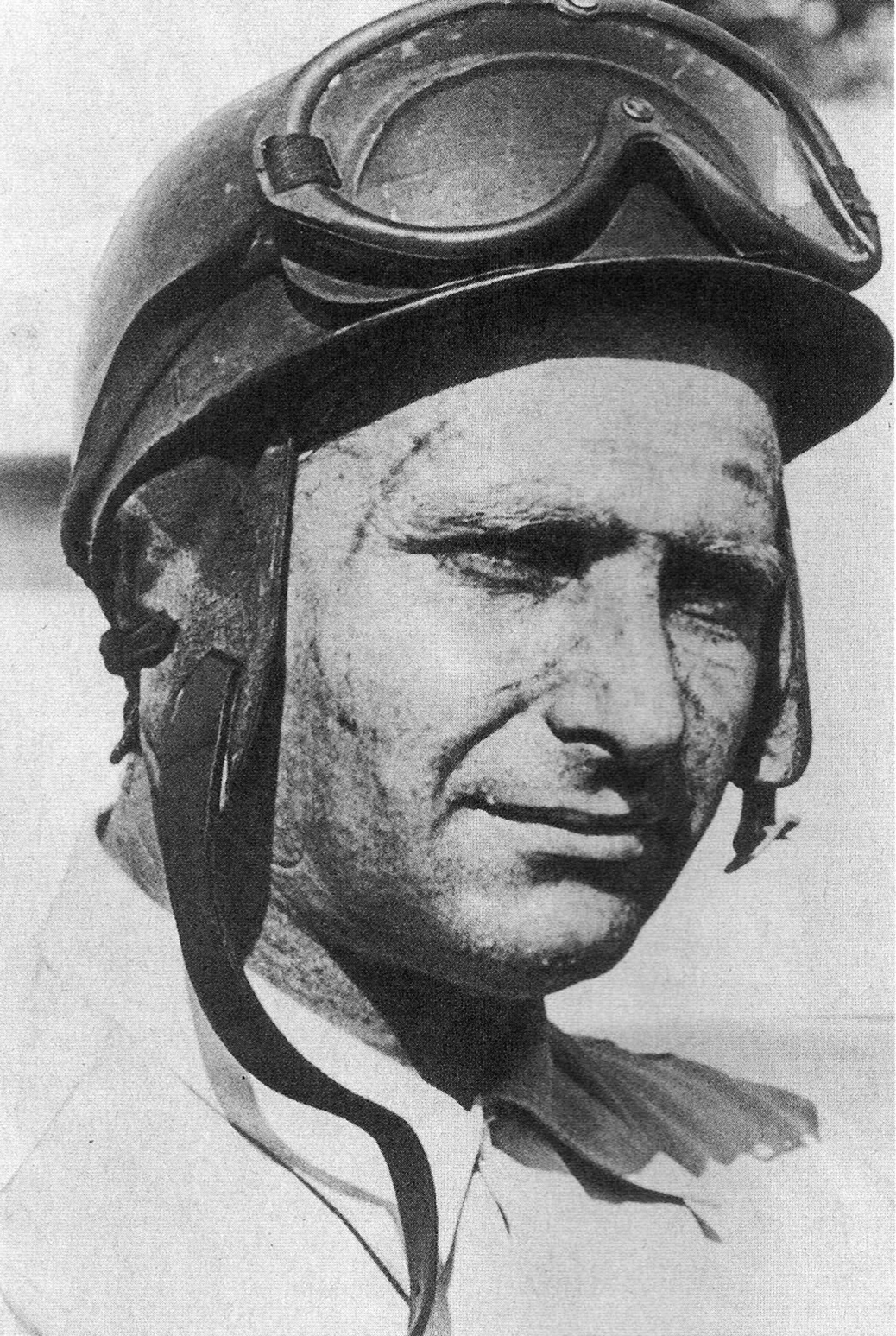
Première victoire en championnat du monde pour Juan Manuel Fangio.

| Pos. | no | Pilote                | Voiture       | Tours | Distance   | Temps/Abandon                 | Grille | Points |
| ---- | -- | --------------------- | ------------- | ----- | ---------- | ----------------------------- | ------ | ------ |
| 1    | 34 | Juan Manuel Fangio    | Alfa Romeo    | 100   | 318,000 km | 3 h 13 min 18 s 7             | 1      | 9      |
| 2    | 40 | Alberto Ascari        | Ferrari       | 99    | 314,820 km | 3 h 14 min 13 s 9 (+ 1 tour)  | 7      | 6      |
| 3    | 48 | Louis Chiron          | Maserati      | 98    | 311,640 km | 3 h 14 min 23 s 3 (+ 2 tours) | 8      | 4      |
| 4    | 42 | Raymond Sommer        | Ferrari       | 97    | 308,460 km | 3 h 13 min 53 s 8 (+ 3 tours) | 9      | 3      |
| 5    | 50 | Prince Bira           | Maserati      | 95    | 302,100 km | 3 h 14 min 08 s 7 (+ 5 tours) | 15     | 2      |
| 6    | 26 | Bob Gerard            | ERA           | 94    | 298,920 km | 3 h 14 min 16 s 7 (+ 6 tours) | 16     |        |
| 7    | 6  | Johnny Claes          | Talbot-Lago   | 94    | 298,920 km | 3 h 14 min 24 s 7 (+ 6 tours) | 19     |        |
| Abd. | 38 | Luigi Villoresi       | Ferrari       | 63    | 200,340 km | Transmission                  | 6      |        |
| Abd. | 14 | Philippe Étancelin    | Talbot-Lago   | 38    | 120,840 km | Fuite d'huile                 | 4      |        |
| Abd. | 2  | José Froilán González | Maserati      | 1     | 3,180 km   | Accident                      | 3      |        |
| Abd. | 32 | Giuseppe Farina       | Alfa Romeo    | 0     | 0,000 km   | Accident                      | 2      |        |
| Abd. | 36 | Luigi Fagioli         | Alfa Romeo    | 0     | 0,000 km   | Accident                      | 5      |        |
| Abd. | 16 | Louis Rosier          | Talbot-Lago   | 0     | 0,000 km   | Accident                      | 10     |        |
| Abd. | 10 | Robert Manzon         | Simca-Gordini | 0     | 0,000 km   | Accident                      | 11     |        |
| Abd. | 52 | Toulo de Graffenried  | Maserati      | 0     | 0,000 km   | Accident                      | 12     |        |
| Abd. | 12 | Maurice Trintignant   | Simca-Gordini | 0     | 0,000 km   | Accident                      | 13     |        |
| Abd. | 24 | Cuth Harrison         | ERA           | 0     | 0,000 km   | Accident                      | 14     |        |
| Abd. | 44 | Franco Rol            | Maserati      | 0     | 0,000 km   | Accident                      | 17     |        |
| Abd. | 8  | Harry Schell          | Cooper-JAP    | 0     | 0,000 km   | Collision                     | 20     |        |
| Np.  | 28 | Peter Whitehead       | Ferrari       |       |            | Moteur                        | 21     |        |
| Np.  | 4  | Alfredo Piàn          | Maserati      |       |            | Accident aux essais           | 18     |        |

### Pole position et record du tour
Juan Manuel Fangio signe à Monaco la première pole position de sa carrière, et la seconde d'Alfa Romeo, que ce soit en tant que constructeur ou en tant que motoriste. Il signe par ailleurs le premier meilleur tour en course de sa carrière et le deuxième pour Alfa Romeo, en tant que constructeur et motoriste. Grâce à sa pole position, sa victoire, le meilleur tour en course, et ayant mené le Grand Prix de bout en bout il signe le premier hat trick et le premier grand chelem de sa carrière,,,,,.
- Pole position :  Juan Manuel Fangio en 1 min 50 s 2 (vitesse moyenne : 103,884 km/h)[13]. Temps réalisé lors de la première journée d'essais.
- Meilleur tour en course :  Juan Manuel Fangio en 1 min 51 s 0 (vitesse moyenne : 103,135 km/h) au vingt-quatrième tour.

Luigi Villoresi a également réalisé un temps de 1 min 51 s 0 en course, au trente-et-unième tour, mais n'ayant pas terminé l'épreuve il n'en est pas crédité (c'est une particularité du règlement de ce Grand Prix), et seul Fangio bénéficie du point du meilleur tour.

### Tours en tête
Juan Manuel Fangio, parti depuis la pole position, conserve la tête de la course jusqu'au drapeau à damier.
- Juan Manuel Fangio : 100 tours (1-100)

## Classement général à l'issue de la course
| Pos. | Pilote                | Écurie      | Points | GBR | MON | 500 | SUI | BEL | FRA | ITA |
| ---- | --------------------- | ----------- | ------ | --- | --- | --- | --- | --- | --- | --- |
| 1    | Giuseppe Farina       | Alfa Romeo  | 9      | 9*  | -   |     |     |     |     |     |
|      | Juan Manuel Fangio    | Alfa Romeo  | 9      | -   | 9*  |     |     |     |     |     |
| 3    | Luigi Fagioli         | Alfa Romeo  | 6      | 6   | -   |     |     |     |     |     |
|      | Alberto Ascari        | Ferrari     | 6      | -   | 6   |     |     |     |     |     |
| 5    | Reg Parnell           | Alfa Romeo  | 4      | 4   | -   |     |     |     |     |     |
|      | Louis Chiron          | Maserati    | 4      | -   | 4   |     |     |     |     |     |
| 7    | Yves Giraud-Cabantous | Talbot-Lago | 3      | 3   | -   |     |     |     |     |     |
|      | Raymond Sommer        | Ferrari     | 3      | -   | 3   |     |     |     |     |     |
| 9    | Louis Rosier          | Talbot-Lago | 2      | 2   | -   |     |     |     |     |     |
|      | Prince Bira           | Maserati    | 2      | -   | 2   |     |     |     |     |     |

- attribution des points : 8, 6, 4, 3, 2 respectivement aux cinq premiers de chaque épreuve et 1 point supplémentaire pour le pilote ayant accompli le meilleur tour en course (signalé par un astérisque)

## Statistiques
Le Grand Prix de Monaco 1950 représente :
- la 1re pole position en championnat du monde pour Juan Manuel Fangio[20] ;
- la 1re victoire en championnat du monde pour Juan Manuel Fangio[21] ; le pilote argentin avait, avant les premières épreuves du championnat, remporté 7 Grands Prix de Formule 1 (5 en 1949 et 2 en 1950[22]) ; il s'agit donc de sa huitième victoire en formule 1 ;
- le 1er hat trick en championnat du monde pour Juan Manuel Fangio[17] ;
- le 1er grand chelem en championnat du monde pour Juan Manuel Fangio[18] ;
- la 2e victoire en championnat du monde pour Alfa Romeo en tant que constructeur[23] ;
- la 2e victoire en championnat du monde pour Alfa Romeo en tant que motoriste[24] ;
- le 1er départ en Grand Prix de championnat du monde pour la Scuderia Ferrari ;
- le 1er départ en Grand Prix de championnat du monde pour les pilotes Alberto Ascari, José Froilán González et Maurice Trintignant.

Lors de ce Grand Prix :
- À la fin du premier tour, neuf pilotes furent éliminés au virage du Bureau de Tabac, rendu glissant par l'eau de mer projetée par le vent du large : Fangio en tête déjoua le piège, Farina heurta le mur et s'immobilisa au milieu de la piste, provoquant un des plus fameux carambolages de l'histoire des Grands Prix[11].